# Paul Gégauff
Paul Gégauff (10 de agosto de 1922 – 24 de diciembre de 1983) fue un guionista, escritor, actor y director cinematográfico de nacionalidad francesa, principalmente conocido por haber escrito el guion de numerosas películas de Claude Chabrol.

## Biografía
Nacido en Blotzheim, Francia, en junio de 1940, a los 18 años de edad, Gégauff publicó una novela titulada Burlesque.
Conoció a Éric Rohmer en 1948, y frecuentó un cine-club en el cual conoció a Jean-Luc Godard, Jean Douchet, François Truffaut, Claude Chabrol, Jacques Rivette y Jean Gruault. Gégauff, elegante y seductor, fascinó a los futuros directores de la Nouvelle Vague, inspirando así mismo muchos de los personajes de las películas realizadas por dichos cineastas. Por ejemplo, inspiró a Rohmer para el personaje del dandy en Journal d'un scélérat, Pierre en Le Signe du Lion, Guillaume en La Carrière de Suzanne, Adrien en La coleccionista, Jérôme en Le Genou de Claire y Henri en Pauline en la playa; y a Godard le inspiró el personaje de Michel Poiccard en À bout de souffle.
Les Mauvais Plaisants y Le Toit des autres, editados por Minuit en 1951 y 1952, fueron obras bien recibidas, siendo elogiadas por Roger Nimier y Georges Bataille.
Paul Gégauff falleció en Gjøvik, Noruega, en 1983, apuñalado por su última compañera, Coco Ducados.
Antes había estado casado con la actriz y productora Danièle Gégauff, con la que tuvo dos hijos, Clémence y Frédéric.

## Obras

### Filmografía
- 1950: Journal d'un scélérat, de Éric Rohmer, guion, actor.
- 1959: Le Signe du Lion, de Éric Rohmer, diálogos.
- 1959: Les Cousins, de Claude Chabrol, guion.
- 1959: À double tour, de Claude Chabrol, guion.
- 1960: A pleno sol, de René Clément, adaptación y diálogos.
- 1960: Les Bonnes Femmes, de Claude Chabrol, historia y adaptación
- 1961: Les Godelureaux, de Claude Chabrol, guion.
- 1962: L'Œil du malin, de Claude Chabrol, guion.
- 1963: Ophélia, de Claude Chabrol, guion.
- 1963: Les Grands Chemins, de Christian Marquand, diálogos.
- 1964: Le Gros Coup, de Jean Valère, diálogos.
- 1964: L'Homme qui vendit la tour Eiffel, de Claude Chabrol (segmento de Les Plus Belles Escroqueries du monde), guion.
- 1964: L'Autre femme, de François Villiers, guion.
- 1965: Le Reflux, guion y dirección.
- 1966: La Ligne de démarcation, de Claude Chabrol, actor.
- 1967: Le Scandale, de Claude Chabrol, guion.
- 1967: Salle n°8, de Jean Dewever y Robert Guez, guion (TV).
- 1967: Diaboliquement vôtre, de Julien Duvivier, guion.
- 1967: Le Vice et la Vertu, de Roger Vadim, actor.
- 1967: Week-end, de Jean-Luc Godard, actor.
- 1968: La Femme écarlate, de Jean Valère, guion.
- 1968: Las ciervas, de Claude Chabrol, guion.
- 1969: Delphine, de Éric Le Hung, diálogos.
- 1969: Que la bête meure, de Claude Chabrol, guion y diálogos.
- 1969 : More, de Barbet Schroeder, guion y diálogos.
- 1970: Qui ?, de Léonard Keigel, diálogos.
- 1970: Les Novices, de Guy Casaril, guion.
- 1971: La década prodigiosa, de Claude Chabrol, adaptación.
- 1972: El valle, de Barbet Schroeder, diálogos.
- 1972: Docteur Popaul, de Claude Chabrol, guion.
- 1974: La Rivale, de Sergio Gobbi, guion.
- 1974: Une invitation à la chasse, de Claude Chabrol, (episodio deHistoires insolites), guion (TV).
- 1975: Une partie de plaisir, de Claude Chabrol, guion y actor.
- 1976: Les Magiciens, de Claude Chabrol, guion.
- 1979: Brigade mondaine: La secte de Marrakech, de Eddy Matalon, diálogos.
- 1979: Historien om en moder, de Claus Weeke, guion.
- 1980: Pigen fra havet, de Claus Weeke, guion.
- 1981: Le Système du docteur Goudron et du professeur Plume, de Claude Chabrol, guion (TV).
- 1981: Les Folies d'Élodie, de André Génovès, guion.
- 1984: Frankenstein 90, de Alain Jessua, guion.
- 1984: Ave Maria, de Jacques Richard, guion.

### Literatura
- 1940: Burlesque, éditions J. Barbe, novela, Mulhouse.
- 1951: Les Mauvais Plaisants, Les Éditions de Minuit, novela, París.
- 1952:  Le Toit des autres, Les Éditions de Minuit, novela, París.
- 1957: Rébus, Les Éditions de Minuit, novela, París, reeditada en 1998 por Le Passeur-Cecofop ISBN 2-907913-59-X
- 1958: Une partie de plaisir, Les Éditions de Minuit, 1958.
- 1969: Tous mes amis, Éditions Alphée, Mónaco, 2009